# スマーフ (映画)
『スマーフ』（The Smurfs）は、2011年に劇場公開されたアメリカ合衆国制作の3Dファミリー映画である。ペヨによるコミック『スマーフ』及びそれを原作とした1980年代のテレビアニメを原作としている。ラジャ・ゴズネルが監督し、ニール・パトリック・ハリス、ハンク・アザリア、ジェイマ・メイズ、ソフィア・ベルガラらが出演している。
ソニー・ピクチャーズ アニメーションが初めて手掛けたCGIと実写の融合作品で、『スマーフ』三部作の一作目である。

## あらすじ
どこかの世界にあるスマーフたちの村で、ブルームーンフェスティバル準備の最中にパパスマーフは、スマーフたちの中でも一番のドジであるクラムジーがドラゴンの杖を手にし、近くの城に住む悪い魔法使いガーガメルの笑い声が鳴り響く中で、スマーフたちが檻に入れられる予言を見る。パパは予言が実現しないことを祈るが、スマーフ枝を取りに行ったクラムジーはガーガメルとその飼い猫アズレールに見つかる。クラムジーは間一髪で村に逃げ込むが、村を魔法で隠していたことがガーガメルにバレて村に侵入される。逃げ惑うスマーフたちだが、クラムジーが道を間違えて逃げていることに気付いたパパスマーフ、スマーフェット、グラウチー、ブレイニー、ガッツィーたちは彼を追いかけて洞窟の中の崖に辿り着く。その時崖の先にある滝に奇妙な渦巻きが生まれ、6人は吸い込まれて現代のニューヨークに迷い込む。
スマーフたちは化粧品メーカーで広告担当するパトリック・ウィンスロウと妻グレースのアパートに落ち着き、元の世界へ戻るために必要な「スターゲイザー」を探しながらニューヨークの街を駆けまわる。人間とは異なる彼らの考え方と行動にパトリックは困惑するが、グレースは落ちこぼれのクラムジーと親しくなる。しばらくするとスマーフたちから青いエキスを抽出して魔法の素にするため、渦巻きからガーガメルとアズレールもニューヨークの街にやって来る。
「スターゲイザー」を手にしたスマーフたちは、ブルームーンが起きる日に魔法の呪文で元の世界に帰れることを知り、古本屋でペヨの描いた本を見つけて無事呪文を得るが、その途中でパパスマーフがガーガメルに捕らわれる。スマーフたちは果たして全員揃って無事に村に帰れるのか。

## キャスト
| 役名                     | 俳優                       | 日本語吹替                                                                         | 日本語吹替                                                                         |
| 役名                     | 俳優                       | ソフト版                                                                           | オンデマンド版                                                                     |
| ------------------------ | -------------------------- | ---------------------------------------------------------------------------------- | ---------------------------------------------------------------------------------- |
| パトリック・ウィンズロー | ニール・パトリック・ハリス | 咲野俊介                                                                           | 咲野俊介                                                                           |
| グレース・ウィンズロー   | ジェイマ・メイズ           | 日髙のり子                                                                         | 日髙のり子                                                                         |
| ガーガメル               | ハンク・アザリア           | 山寺宏一                                                                           | 山寺宏一                                                                           |
| オディール・アンジェロウ | ソフィア・ベルガラ         | 五十嵐麗                                                                           | 五十嵐麗                                                                           |
| アンリ                   | ティム・ガン               | 仲野裕                                                                             | 仲野裕                                                                             |
| エルウェイ               | ハンク (犬)                | 原語版流用                                                                         | 原語版流用                                                                         |
| 声の出演                 |                            |                                                                                    |                                                                                    |
| パパスマーフ             | ジョナサン・ウィンタース   | 富田耕生                                                                           | 富田耕生                                                                           |
| スマーフェット           | ケイティ・ペリー           | 小島幸子                                                                           | 小島幸子                                                                           |
| ブレイニー               | フレッド・アーミセン       | 知念侑李                                                                           | 関智一                                                                             |
| ガッツィー               | アラン・カミング           | 高木渉                                                                             | 高木渉                                                                             |
| クラムジー               | アントン・イェルチン       | 山田涼介                                                                           | 本城雄太郎                                                                         |
| グラウチー               | ジョージ・ロペス           | 遠藤純一                                                                           | 遠藤純一                                                                           |
| 発明家                   | ジェフ・フォックスワーシー | 小形満                                                                             | 小形満                                                                             |
| うそつき                 | ポール・ルーベンス         | 佐藤せつじ                                                                         | 佐藤せつじ                                                                         |
| ヘフティ                 | ゲイリー・バサラバ         | 乃村健次                                                                           | 乃村健次                                                                           |
| バニティ                 | ジョン・オリバー           | 青山穣                                                                             | 青山穣                                                                             |
| グリーディ               | キーナン・トンプソン       | 茶風林                                                                             | 茶風林                                                                             |
| パン焼き                 | B・J・ノヴァク             | 林勇                                                                               | 林勇                                                                               |
| 農民                     | ジョエル・マクラリー       | 志村知幸                                                                           | 志村知幸                                                                           |
| シェフ                   | ウルフギャング・パック     | 金尾哲夫                                                                           | 金尾哲夫                                                                           |
| クレイジー               | ジョン・カッサー           | 原語版流用                                                                         | 原語版流用                                                                         |
| ナレーター               | トム・ケイン               | 江原正士                                                                           | 江原正士                                                                           |
| アズレール               | フランク・ウェルカー       | 原語版流用                                                                         | 原語版流用                                                                         |
| その他                   |                            | 茶花健太 櫻井トオル 安武みゆき 松井茜 小林未沙 高橋里枝 佐藤美由希 須藤祐実 山根舞 | 茶花健太 櫻井トオル 安武みゆき 松井茜 小林未沙 高橋里枝 佐藤美由希 須藤祐実 山根舞 |

## 公開
北米での公開日は2010年12月17日予定が、2011年7月29日に延期され、後に2011年8月3日に延期されるも、2011年3月25日に7月29日公開とされる。

### 興行収入
北米では3395劇場の5300スクリーンで公開され、そのうち2042ヶ所が3D劇場であった。2011年7月28日、エグジビター・リレーションズは『スマーフ』の週末興行収入は2400万ドルで3位になると予想したが、一方でアナリストのジェフ・ボックはそれを上回り、ダークホースになるとした。同日ジョン・ヤングは、『エンターテインメント・ウィークリー』誌上に、週末興行収入は3200万ドルで『カウボーイ & エイリアン』に次ぎ2位になると予想し、チケットサービスファンダンゴの調査に、本作はチケット売り上げでリードしていると述べた。『スマーフ』は公開初日の金曜に1320万ドルを売り上げ、1300万ドルの『カウボーイ & エイリアン』を上回った。ソニーの調査によると、『スマーフ』の観客の65%が、12歳以下の子供（25%）とその両親（40%）だった。また、観客のうち64%が女性で、55%が25歳以上であった。
週末興行収入の概算値は『カウボーイ & エイリアン』、『スマーフ』共に3620万ドルであった。詳細値は『カウボーイ & エイリアン』が3640万ドルで『スマーフ』は3560万ドルの2位であったが、興行アナリストの多くが予想していた3000万ドル以下という数字を上回った。2度目の週末は約42%下落した2070万ドルを稼ぎ、『猿の惑星: 創世記』に次ぐ2位を維持した。
北米のほかに7カ国で同時に公開され、初週末に440万ドル、スペインだけでは400万ドルを売り上げた。2週目には42カ国まで拡大され、ほとんどの国々で1位となり、約4520万ドルを売り上げた。うち、ブラジルで665万ドル、フランスで593万ドル、メキシコで553万ドル、ドイツで543万ドル、インドで1720万ルピーを売り上げた。

### 批評家の反応
批評家には概ね否定的な評価を受けた。Rotten Tomatoesでは116件のレビューで22%の支持率であり、平均点は10点満点で4点となった。また、Metacriticでは22個のレビューで30点であった。評論家には批判されたものの、CinemaScoreによる観客の満足度調査では、18歳以下の観客からは「A」評定であった。

## 音楽
アメリカのポップ・パンク・デュオ、パニック!アット・ザ・ディスコの「レディ・トゥ・ゴー」がエンディングに使用されている。アルバム『悪徳と美徳』に収録されているがサウンドトラックには収録されていない。
日本語版主題歌にはHey! Say! JUMPの「Magic Power」が使用されているが、DVDとBlu-ray Discでは使用されていない。

## 続編
2011年8月9日、ソニー・ピクチャーズ・アニメーションは2013年8月2日に続編を公開すると発表した。
2013年7月31日にアメリカで『The Smurfs 2』（英語版）というタイトルで公開された。日本国内では『スマーフ2 アイドル救出大作戦!』のタイトルで2013年8月16日に公開された。

## その他

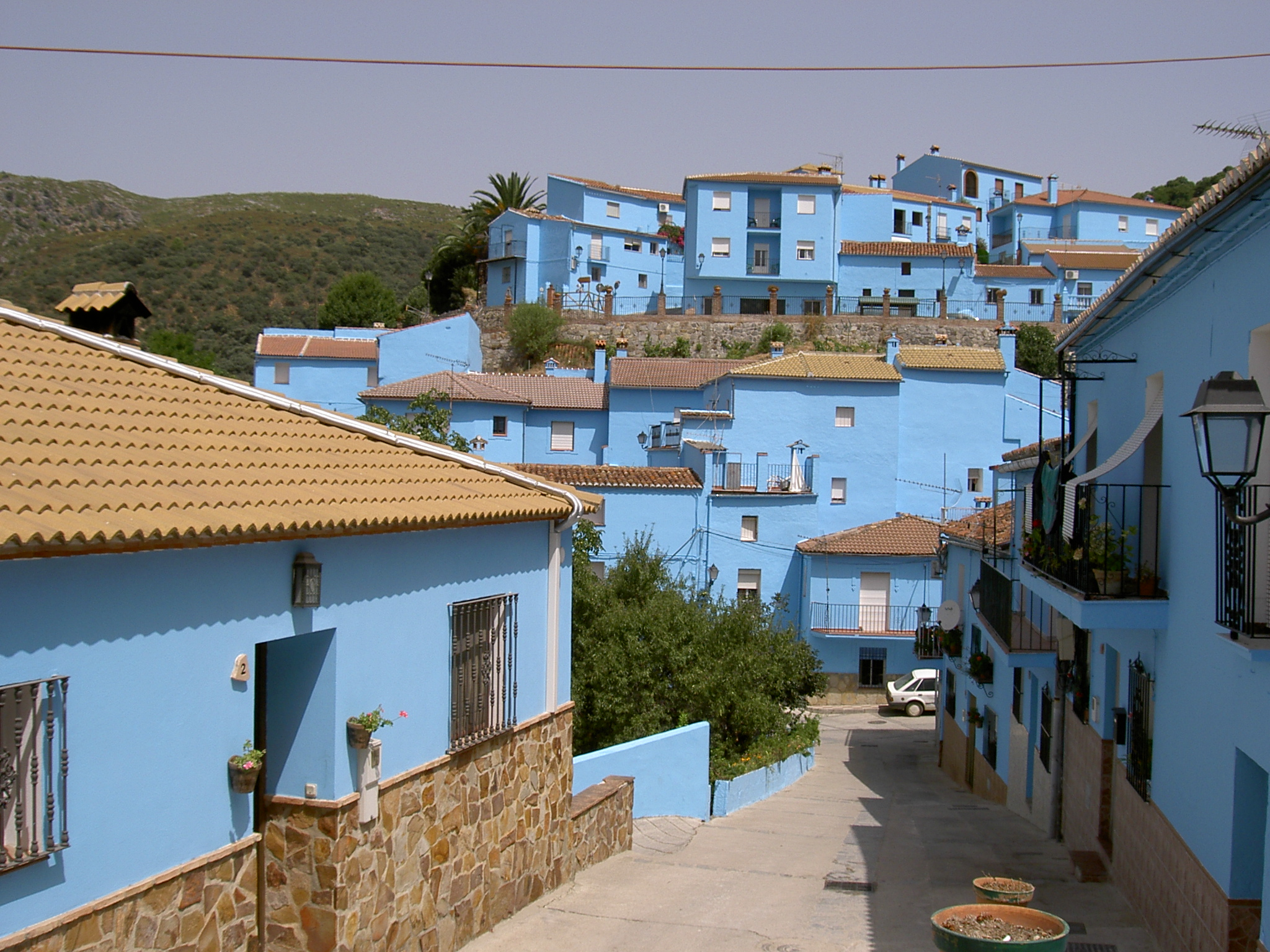
PR用に青色に塗り替えられたフスカル街

2011年の映画公開のPRイベントの場所にスペインのアンダルシア地方のフスカルが選ばれ、村の建物がキャラクタの青色に塗り替えられた。当初はイベント終了後元に戻される予定であったが、現地を訪れるファンのもたらす経済効果が大きく塗り替えは行われないこととなった。